# B-9 빙산

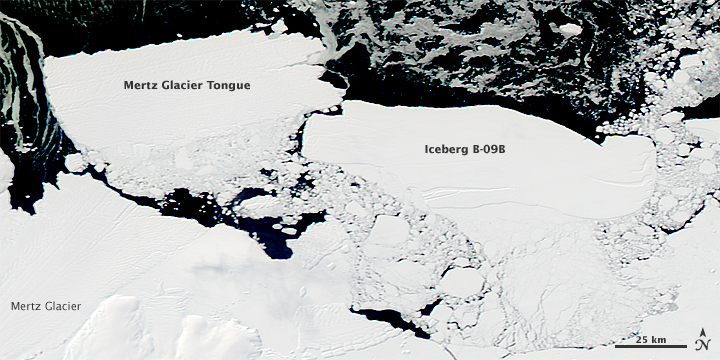
메르츠 빙설과 충돌하여 메르츠 빙산을 떨어져 나오게 만든 B-9B 빙산의 모습 (2010년 2월 20일 촬영)

B-9 빙산(Iceberg B-9)은 1987년 남극 대륙에서 빙하 붕괴로 인해 바다로 갈라져 나온 빙산이다.
B-9 빙산은 길이 154km, 너비 35km, 총면적 5,390km2로 역사상 가장 큰 빙산으로 기록되었다. B-9는 훗날 B-15 빙산으로 분리되어 나오는 지점의 바로 동쪽에서 떨어져 나왔으며, 1959년 12월 해당지역에 설치되었다가 사용이 중단되어 버려진 리틀 아메리카 5호 기지가 함께 떨어져 나왔다.

## 이동 경로
B-9 빙산은 1987년 10월부터 22개월 동안 2,000km를 표류하였다. 처음 7개월 동안은 북서쪽으로 이동하다가 하층해류에 이끌려 남쪽으로 다시 돌아왔으며 1988년 8월 로스 빙붕과 충돌하였다. 이후 반경 100km에 달하는 환류를 형성하다가 북서쪽으로 표류를 재개하였다. 당시 NOAA-10과 DMSP 위성의 위치 추적, ARGOS 데이터로 측정한 결과, 대륙붕 위를 하루 평균 2.5km 속도로 이동한 것으로 조사됐다. 1989년 8월 초에는 어데어곶 북쪽에서 세 조각으로 부서졌으며, 각각 B-9A (규모 56 x 35km), B-9B (규모 100 x 35km), B-9C (28 x 13km)로 명명되었다.
B-9A는 동쪽으로 약 475km 떨어진 지점까지 표류하였다. 이로 인해 2002년 4월 사우스오크니 제도 남쪽 해역에서 빙산 출현 경고가 발령되었다. 2003년 12월에는 북쪽으로 이동하여 사우스조지아섬 동쪽 방면을 통과하였다.
B-9B는 조지 5세 연안 (George V Coast)에 있던 메르츠 빙하를 향해 표류하다가 그 옆에 멈추어 18년 동안 제자리에 머물렀다. 그러던 2010년 2월 12일~13일에는 떠다니던 메르츠 빙하의 빙설과 충돌, 길이 78km, 너비 39km에 달하는 새로운 거대 빙산이 떨어져 나오게 만들었다. 이후 이들은 남극 대륙의 동부 연안을 따라 약 100km~150km를 함께 표류하기 시작하였다.
2011년 12월 B-9B는 코먼웰스만 (Commonwealth Bay)로 진입하여 세 조각으로 다시 부서졌고, 그 가운데 일부는 해저로 내려가 얼어붙었다. 당시 이 빙산으로 남극 대륙에 접근하려던 유람선 세 척의 운행이 제한되기도 하였다. 이들은 오스트레일리아의 남극 탐험가 더글러스 모슨의 극지 항해 100주년을 기념하려던 탐험대로, 1912년 1월 8일 데니슨곶에 상륙하여 여러 채의 오두막을 건설했던 기록을 따라 데니슨곶에 도달하고자 하였으나 B-9B에 가로막혀 현장이 극히 어지러웠던 관계로 회항해야 했다. 오스트레일리아 남극부 (Australian Antarctic Division) 대변인은 "평소와는 다른 얼음 상태가... 그곳으로 내려가는 모든 유람선에 영향을 미치고 있다"며, "유람선에 쇄빙 기능이 없고 헬리콥터도 쓸 수 없기 때문에 모슨이 세운 오두막 인근으로 접근할 수 있는 수단이 기본적으로 제한되어 있다"고 진단했다. 2011년 프랑스 AFP의 에이미 쿠프스 기자는 B-9B 빙산이 향후 10년 동안 코먼웰스만에 남아 있을 것으로 예상하였으며, 실제로 2018년 B-9B 빙산이 다른 형태로 여전히 코먼웰스만에 남아 있는 것이 확인되기도 하였다.

## 같이 보기
- 지역별 빙산 기록 목록